# Полтавський церковний історико-археологічний комітет
Полтавський церковний історико-археологічний комітет — об'єднання науковців та церковних діячів Полтавщини для збирання і вивчення археологічних пам'яток, наявних у церквах та пов'язаних з діяльністю церкви. 

## Історія створення
Комітет був створений 1906 року відповідно до указу Священного Синоду від 26 жовтня 1906 року при архієрейській кафедрі з давньосховищем при ньому. Проект комітету і давньосховища розробив дійсний член Петербурзького археологічного інституту, викладач історії Полтавської духовної семінарії В. О. Пархоменко. 
До складу комітету увійшли члени  Полтавської губернської вченої архівної комісії — історик І. Ф. Павловський, вчений-лікар  О. Ф. Мальцев (зав. Полтавською психоневрологічною лікарнею), історик і краєзнавець Падалка Лев Васильович та ін. Почесними членами комітету були обрані вчені Петербурга, Москви, Києва —  М. Ф. Біляшівський,  М. В. Покровський,  Ф. І. Успенський,  О. І. Левицький,  М. І. Петров,  В. О. Біднов та інші.
Очолював комітет (1906-1910) єпископ  Іоанн (І. С. Смирнов).

## Праця
У кінці XIX — на початку XX ст. церковна археологія займалась, в основному, історією церковного мистецтва. Лише зі створенням історико-археологічного комітету ця діяльність охопила інші галузі археології.
Комітет розпочав пошуки і придбання для Полтавського давньосховища церковних старожитностей, давніх рукописів, друкованих робіт з історії єпархії, різних історичних джерел у місцевих церковних та приватних архівах. Комітет також збирав колекції монет, килими, рушники, козацькі пояси, стріли, твори мистецтва на релігійні сюжети видатних майстрів інших народів. Займався він і пошуком експонатів для музею історії Полтавської битви.
На засіданнях комітету заслуховувались доповіді з історії місцевих монастирів та окремих церков, повідомлення про надходження до бібліотеки літератури, предметів старовини тощо.
Члени комітету брали участь у роботі Всеросійських археологічних з'їздів. На 14-му з'їзді, що відбувся в Чернігові (1908) і був майже повністю присвячений археології України, В. Пархоменко та  В. Трипольський представляли кілька експонатів Полтавського давньосховища, серед інших Плащаницю 1466 р. та Пересопницьке євангеліє. На з'їзді була представлена доповідь про церковні будівлі стилю ампір Полтавської губернії.
На 15-му з'їзді в Новгороді (1911) повідомлення про полтавські старожитності  зробив В. О. Пархоменко. 
Комітет існував до 1917 р. включно. 

## Видання
Комітет видав три збірки своїх праць. 
На ці збірки творів посилався І. Ф. Павловський при створенні своєї роботи «Полтавцы: Иерархи, государственные и общественные деятели и благотворители » .